# Paul Metz (Unternehmer)
Paul Metz (geb. 24. Januar 1911 in Nürnberg; gest. 20. November 1993 in Fürth) war ein deutscher Ingenieur und Unternehmer. Mit der Gründung der Metz-Werke im November 1938 zählt er zu den Pionieren der deutschen Rundfunkindustrie.

## Leben und Werk
Paul Metz stammte aus eher einfachen Verhältnissen, sein Vater war Beamter bei der Reichsbahn, seine Mutter Hausfrau, der zehn Jahre jüngere Bruder Hermann starb schon im Alter von 42 Jahren. Er studierte am Ohm-Polytechnikum in Nürnberg, aus dem die heutige Georg-Simon-Ohm-Hochschule hervorging. Seine erste Anstellung als Ingenieur fand er bei der „Nürnberger Schraubenfabrik“ (NSF), bei der er das Entwicklungslabor leitete. 
Im November 1938 kaufte Paul Metz die Transformatorenwerke Hans Magnus (TRAMAG) in der Galgenhofstraße 5 in Nürnberg. Deren jüdischer Besitzer Hans Magnus war nur wenige Wochen zuvor, auf Betreiben von Hanns König (Adjutant des fränkischen Gauleiters Julius Streicher) enteignet worden. Paul Metz kaufte die Fabrik daraufhin ohne von diesen Vorgängen Kenntnis zu haben und gründete daraus den „Transformatoren- und Apparatebau Metz“ (TAM). Nach anfänglich großem Erfolg zog das Unternehmen nach nicht einmal einem Jahr von Nürnberg nach Fürth um, wo es in der ehemaligen Spiegelfabrik Wiederer größere Räumlichkeiten fand.
Während der Kriegsjahre produzierte Metz UKW-Empfänger und Funktechnik für das Militär; nach Kriegsende verlagerte sich das Unternehmen auf Weidezäune und Kochplatten. Als die Alliierten deutschen Firmen die Produktion von Hörfunkgeräten erlaubten, brachte Metz mit dem Radio „Postillon“ den ersten Markterfolg heraus.
Wenig später baute Paul Metz das kleinste batteriebetriebene Kofferradio „Babyphon“ mit integrierten Plattenspieler, der zum ersten „Walkman“ der 1950er Jahre wurde. 1954 unternahm Paul Metz den Schritt in die Fernsehgeräteproduktion, für die er während der Fußballweltmeisterschaft die ersten Prototypen seiner Metz-Geräte testete. Im folgenden Jahr ging der Metz 702 in Massenproduktion.
1967 heiratete Paul Metz seine langjährige Buchhalterin Helene Metzner, die bereits seit 1941 in seiner Firma tätig war. Ein weltweiter Begriff wurde die Marke Metz auch durch die Entwicklung und Produktion von Blitzgeräten für Fotoapparate.
Als im Oktober 1956 ein Brand das Fürther Tonmöbelwerk zerstörte, legte Paul Metz den Grundstein für das Firmengelände in Zirndorf in Franken.
Paul Metz starb am 20. November 1993 in Fürth. Seine Witwe Helene Metz († 2022) führte das Unternehmen bis ins Jahr 2010 weiter und zog sich im Alter von 86 Jahren aus der Geschäftsführung zurück. Bis heute werden Fernsehgeräte von Metz „Made in Germany“ in Zirndorf hergestellt.